# Palmon orchesticus
Palmon orchesticus är en stekelart som först beskrevs av Masi 1926.  Palmon orchesticus ingår i släktet Palmon och familjen gallglanssteklar. Inga underarter finns listade i Catalogue of Life.